# Сан-Мартин (Сальвадор)
Сан-Мартин (исп. San Martín) — город в Сальвадоре, расположенный в департаменте Сан-Сальвадор.

## История
В 1740 году посёлок Сан-Мартин был населён индейцами, всего в нём проживало около 1500 человек. В 1890 году население посёлка составляло 3790 человек. 26 октября 1946 года посёлок Сан-Мартин стал городом. 

## Географическое положение
Центр города располагается на высоте 714 м над уровнем моря.

## Экономика
В Сан-Мартине занимаются выращиванием табака и фасоли.

## Демография
Население города по годам:
| 1992   | 2012   |
| ------ | ------ |
| 31 173 | 50 249 |